# Bittacus chujoi
Bittacus chujoi är en näbbsländeart som beskrevs av Syuti Issiki och Cheng 1947. Bittacus chujoi ingår i släktet Bittacus och familjen styltsländor. Inga underarter finns listade i Catalogue of Life.